# Chiesa della Santa Ascensione del Signore (Žarkovo)
La Chiesa della Santa Ascensione del Signore (in serbo Црква Светог Вазнесења Господњег?) è una chiesa ortodossa serba situata nel sottoquartiere di Bele Vode (inquadrato nel quartiere di Žarkovo) nel comune cittadino di Čukarica e appartiene all'arcivescovado di Belgrado-Karlovci.
Dedicata alla figura dell'Ascensione del Signore, la quale è simbolo del quartiere di Žarkovo e della città di Belgrado.

## Storia
Prima della prima guerra mondiale, Žarkovo era considerato uno dei comuni più ricchi della Serbia e occupava un territorio molto più vasto di quello che oggi è considerato l'omonimo quartiere. Nel 1929 fu lanciata un'iniziativa per costruire un tempio all'interno del vasto terreno cittadino. L'anno seguente venne formato un comitato ecclesiastico per costruire una chiesa.
Nel 1936, con la benedizione del patriarca serbo Varnava, iniziò la costruzione della chiesa della Santa Ascensione del Signore. Il 7 settembre dello stesso anno, le fondamenta della chiesa furono consacrate dal vescovo Sava Trlajić. 
I lavori della furono completati nel 1938, successivamente, il 15 maggio dello stesso anno la chiesa venne consacrata dal Patriarca di Serbia in persona, Gavril Dožić.
Il progettista che lavorò alla costruzione del tempio fu Vіktor Lukoms'kij, uno degli architetti più famosi a lavorare in Serbia, che, oltre alla Chiesa della Santa Ascensione del Signore, progettò anche la sede del Patriarcato serbo, la Chiesa di San Sava a Belgrado, la Casa russa e molti altri edifici in tutta la capitale- Il comune del villaggio di Žarkovo fornì fondi per 850.000 dinari, il che ha rappresentò "un raro caso di tempio costruito con denaro comunale".
Nel 1940 venne costruita la prima iconostasi del tempio, realizzata dall'intagliatore Blagoje Milojević, le icone furono realizzate da Aleksandar Trojicki e le campane da Živo Burić.
Nel 1941, durante la guerra, i tedeschi trasformarono il cancello della chiesa in una base militare e l'allora arciprete e diverse persone che si trovavano nella chiesa furono deportati in un campo di concentramento.
Nel 1966 iniziarono i lavori di tinteggiatura della chiesa.
Tra il 1997 e il 1998 la struttura subì un ciclo di ristrutturazione, mentre nel 2012, con la benedizione del patriarca serbo Irinej, iniziò il restauro degli affreschi presenti all'interno della chiesa.